# Sergijev Posad
Sergijev Posad (rusky Сергиев Посад), do roku 1930 Sergijev, do roku 1990 pak Zagorsk je město v Rusku, nedaleko Moskvy (v Moskevské oblasti). V roce 2021 zde žilo 98 784 obyvatel.

## Geografie
Sergijev Posad se nachází ve střední části evropského Ruska, v severovýchodní části Moskevské oblasti, 52 km od Moskvy a 200 km od Jaroslavli.
Městem protéká říčka Končura. Terén a okolí města je kopcovité. Podnebí je mírně kontinentální. Nejchladnějším měsícem roku je leden a nejteplejším červenec.
Hlavní městskou dopravní tepnou je Prospekt Rudé armády. Jižní částí města prochází železniční trať Moskva - Jaroslavl.

## Etymologie
Dne 22. března 1782 podepsala carevna Kateřina II. dekret, podle něhož byl založen Sergijevskij Posad z vesnic a osad poblíž trojicko-sergijevské lávry. Jméno je spojeno se Sergejem Radoněžským, který založil místní klášter, kolem něhož byl vytvořen posad.
V roce 1919 byl Sergijevskij Posad povýšen na město a získal nové jméno Sergiev.
Dne 6. března 1930 bylo dekretem prezidia ústředního výkonného výboru SSSR město přejmenováno na Zagorsk na počest ruského revolucionáře Vladimira Michajloviče Zagorského.
Dne 23. září 1991 bylo dekretem prezidia Nejvyššího sovětu RSFSR obnoveno historické jméno města v drobně pozměněné variantě - Sergijev Posad.

## Historie
Na začátku 14. století tu vznikla opevněná trojicko-sergijevská lávra (lávra je největší typ pravoslavného kláštera, resp. monastýru). Roku 1408 jej napadl tatarský chán Edigej, klášter utrpěl těžké škody. O dvě stě let později se lávra ubránila šestnáctiměsíčnímu obléhání polsko-litevských vojsk. Od roku 1919 vzniklo sloučením osad ležících v okolí kláštera město. Za sovětských časů bylo město pojmenováno na počest komunisty Vladimira Zagorského, vybudována byla též přehrada.
Dnes zde má velký význam turistika; turisté navštěvují Uspenský chrám ze 16. století, chrám Přesvaté Trojice a Chrám sv. Ducha.

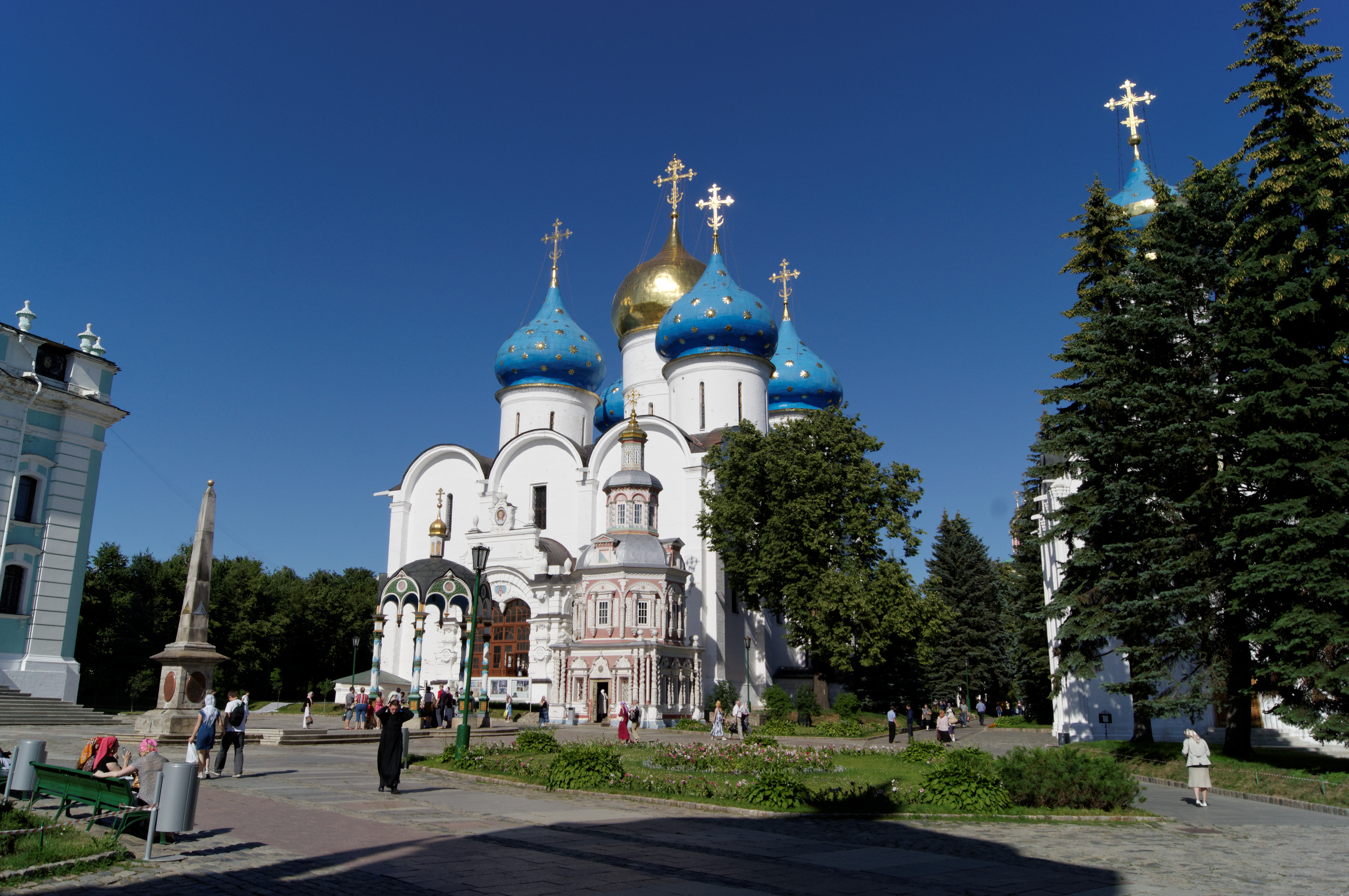
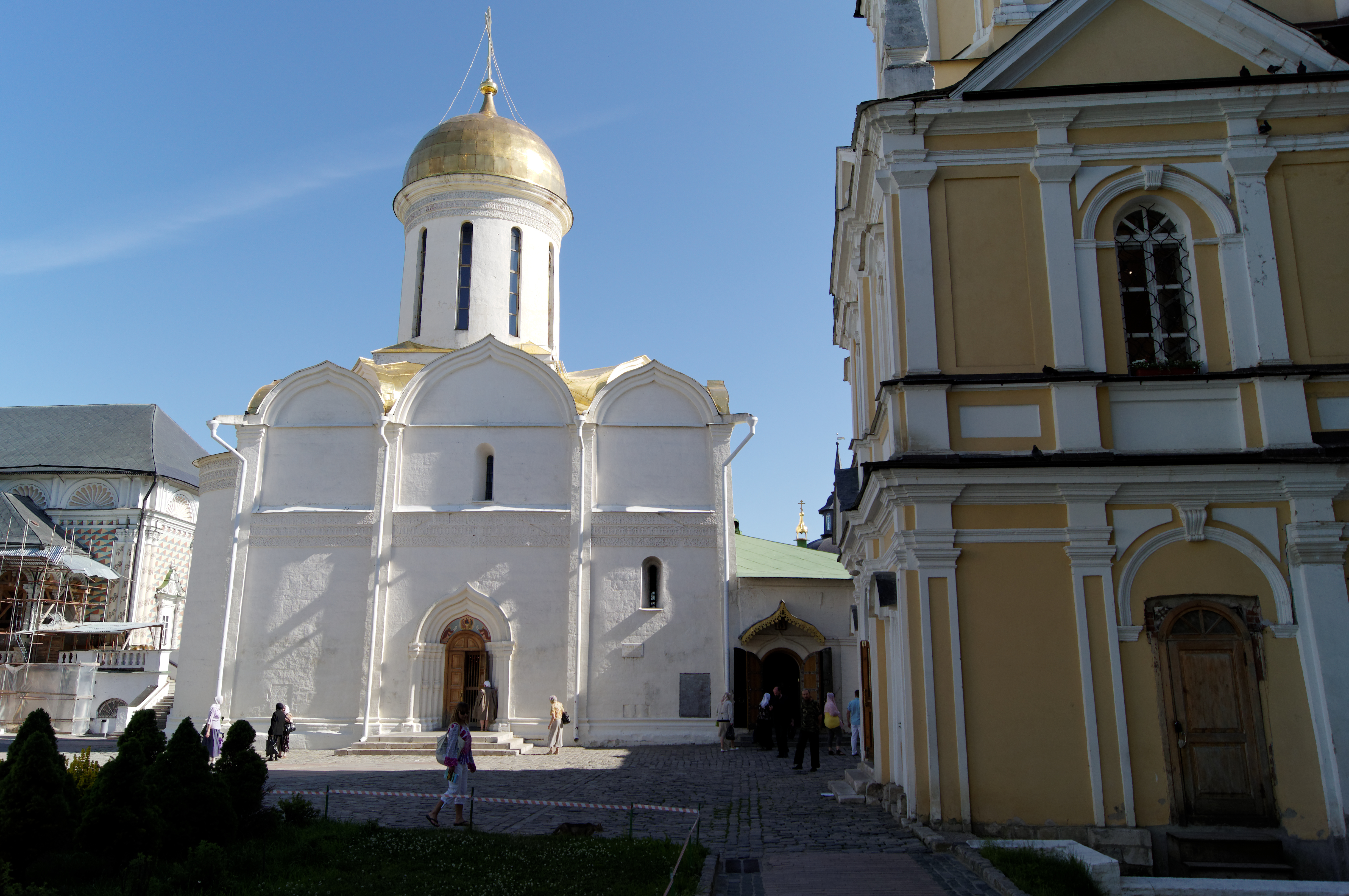
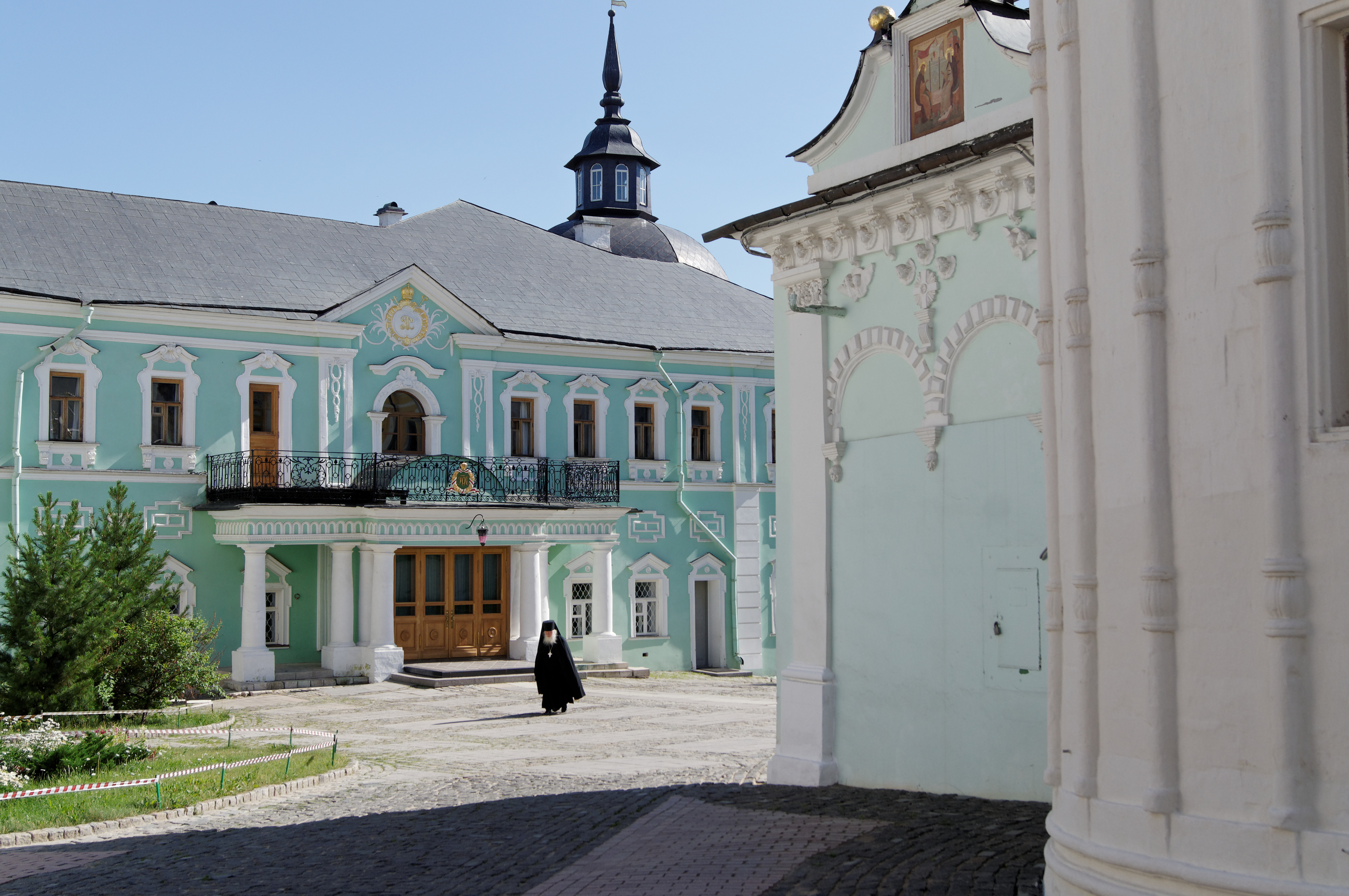

## Partnerská města
- Bari, Itálie (2010)
- Cchinvali, Jižní Osetie (2012)
- Fulda, Německo (1991)
- Hnězdno, Polsko (2007)
- Nový Athos, Abcházie (2007)
- Rueil-Malmaison, Francie
- Sarov, Rusko (2007)
- Saldus, Lotyšsko
- Slonim, Bělorusko
- Sremski Karlovci, Srbsko
- Vagharšapat, Arménie (2010)